# Ольшанница двузубая
Ольшанница двузубая, или двузубая улитка, или улитка двузубая обыкновенная (лат. Perforatella bidentata) — вид наземных стебельчатоглазых брюхоногих моллюсков рода Perforatella семейства гигромиид (Hygromiidae). Раковина ширококоническая, высотой 5—7 мм, шириной 6—9 мм, с чётким тупым углом на периферии. В устье имеется два крупных белых зуба. Окраска раковины коричневая, одноцветная или с 1—2 слабыми светлыми спиральными полосами. Распространён преимущественно в Центральной и Восточной Европе. Гигрофильный лесной и кустарниковый вид. Обитает во влажных и переувлажнённых лесных биотопах. Наиболее часто встречается в черноольховых топях, в сырых ольшаниках и осинниках, а также в других лесах с примесью ольхи. Живёт в увлажнённом слое растительных остатков, на поверхности почвы, в подстилке или под кусками древесины. Иногда забирается на растения, но не выше нескольких сантиметров над поверхностью почвы. Питается гниющими растительными остатками и гифами грибов.

## Описание

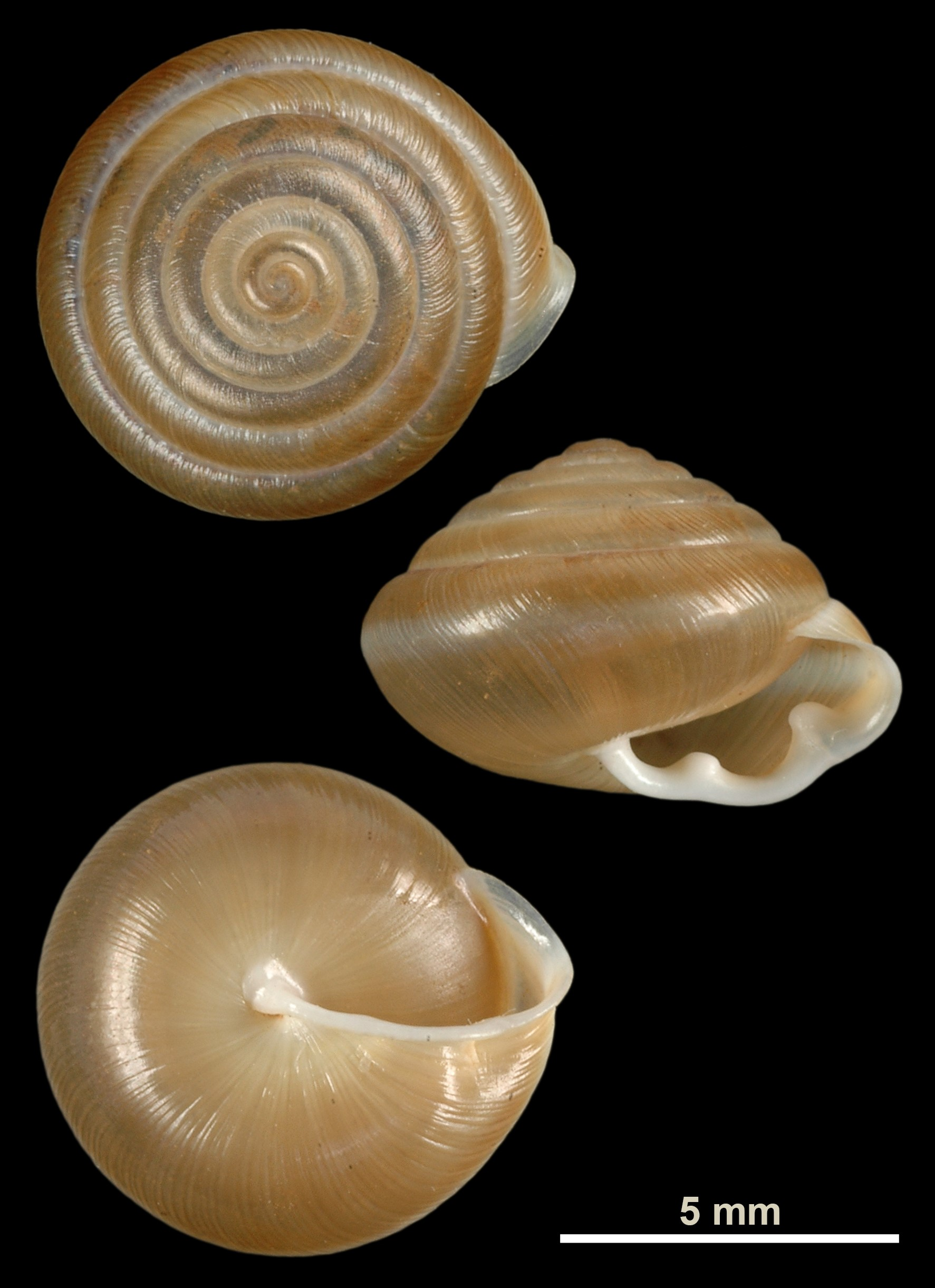
Раковина Perforatella bidentata

Раковина ширококоническая, блестящая, умеренно тонкостенная, с чётким тупым углом на периферии, состоит из 6,5—7 умеренно выпуклых оборотов. Высота раковины 5—7 мм, ширина 6—9 мм. Завиток куполовидный или конический, его высота примерно равна высоте устья или немного больше. Верхняя часть последнего оборота перед устьем лишь немного шире, чем у предпоследнего. Дефинитивные обороты покрыты тонкой и неравномерной радиальной исчерченностью. Окраска светло-роговая или коричневая, одноцветная или с 1—2 слабыми светлыми спиральными полосами. Одна полоса проходит у шва, другая — по периферии. Устье широкое, с узким просветом, отвёрнутыми краями и белой губой, на которой расположены два крупных белых зуба: базальный и палатальный. Снаружи зубам соответствуют ямки, причём более глубокая ямка отвечает палатальному зубу. Пупок закрыт или в виде узкой щели, у несформировавшихся раковин может быть наполовину открыт.
Вид Perforatella dibothrion, обитающий в Карпатах и на Подольской возвышенности в Украине, Румынии, Венгрии, Польше, Словакии и Молдове, отличается от P. bidentata более крупной раковиной (высота раковины 7—10 мм, ширина 9—12 мм). Также раковина P. dibothrion сильно и равномерно исчерчена (нередко почти ребристо-исчерченная).

### Половая система

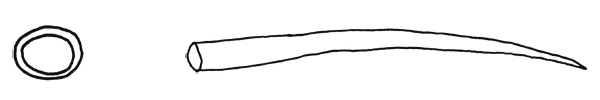
Любовная стрела Perforatella bidentata в разрезе (слева) и сбоку (справа)

Спермовидукт и яйцевод почти прямые. Слизистых желёз 3, каждая из них состоит из 1—3 ветвей. Вагина довольно длинная, цилиндрическая, её стенки железистые, опоясаны чехлом, который либо полностью окутывает нижнюю часть вагины, либо не полностью срастается с её наружной стенкой снизу и с боков, оставляя сверху открытый карман. Крупный веретеновидный или булавовидный стилофор впадает в дистальную часть вагины удлинённым сосочком, на конце которого открывается проток стрелы. Пенис длинный, тонкий, веретеновидный или цилиндрический, плавно переходит в эпифаллус. Пениальная папилла длинная, почти цилиндрическая, её просвет на поперечном разрезе имеет форму многолучевой звезды. Эпифаллус цилиндрический, примерно равной ширины с пенисом и немного короче. Флагеллум умеренно длинный, длиннее эпифаллуса. Пениальный ретрактор крепится к месту перехода пениса в эпифаллус. Проток семяприёмника умеренно длинный и тонкий. Резервуар семяприёмника умеренно крупный, мешковидный, тонкостенный, прилегает к спермовидукту немного выше его середины.

## Распространение
Вид распространён преимущественно в Центральной и Восточной Европе: к северу до южной части Финляндии, Ленинградской и Новгородской областей России, к востоку местами до реки Волги, к западу до Вогез во Франции и восточных предгорий Альп. В ареал входит Беларусь, Германия, Румыния, Латвия, Литва, Эстония, а также вся Чехия, Польша и Словакия. Изолированные локалитеты есть в Швеции, Дании, Австрии, Венгрии и на территории бывшей Югославии. В Украине вид находится на южной и юго-восточной границах ареала и встречается в Карпатах, Полесье и на Подольской возвышенности. Имеется неподтверждённое указание об обитании вида в заповеднике «Кодры» в Молдавии. В ископаемом состоянии Perforatella bidentata встречается в плиоценовых, плейстоценовых и голоценовых отложениях Европы.

## Биология

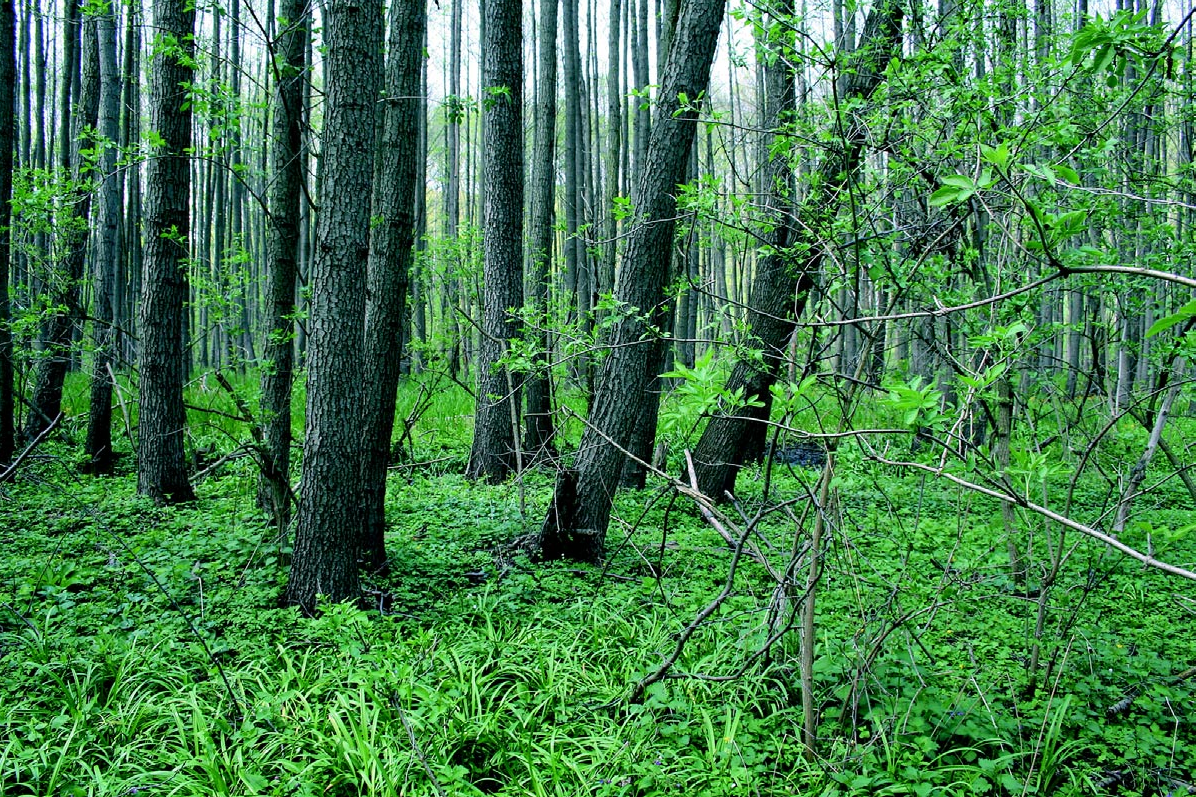
Ольховый лес — типичное местообитание улитки Perforatella bidentata

Гигрофильный лесной и кустарниковый вид. Обитает во влажных и переувлажнённых лесных биотопах. Наиболее часто встречается в черноольховых топях, в сырых ольшаниках и осинниках, а также в других лесах с примесью ольхи. Живёт в увлажнённом слое растительных остатков, на поверхности почвы, в подстилке или под кусками древесины. Иногда забирается на растения, но не выше нескольких сантиметров над поверхностью почвы. Наибольшая активность улиток наблюдается весной и осенью и во все времена года они активнее ночью и ранним утром. Молодь более активна, чем взрослые особи. Численность вида может достигать 17—20 особей на 1 м². Расстояние, преодолеваемое Perforatella bidentata за месяц, не превышает 7 м и обычно составляет 2—3 м.

### Питание
Питается гниющими растительными остатками и гифами грибов. В исследовании польских авторов Эльжбеты Кузник-Ковальской (Elżbieta Kuźnik-Kowalska) и Анеты Рокселы (Aneta Roksela) улиток в лабораторных условиях кормили растительными остатками, салатом, капустой, морковью, огурцом и яблоком, а в качестве источника кальция использовалась измельчённая яичная скорлупа.

### Размножение
Гермафродитные улитки, период размножения длится с мая по сентябрь. Размножение делится на четыре фазы. Первая фаза длится 3—5 минут и начинается со случайной встречи двух улиток, которые затем занимают позиции лицом друг к другу со слегка приподнятой передней частью ноги и вытянутыми щупальцами. Брачные игры начинает один из партнёров, к которому затем присоединяется другая улитка. Оба партнёра делают небольшие круги по часовой стрелке. Через несколько минут они замедляют ход, а круги становятся всё меньше. Диаметр круга не превышает 3—4 см, а общее количество сделанных кругов составляет 10—12. Затем улитки наклоняют голову влево (в правый бок партнёра), трогая края ног и уже частично вывернутые атриумы ртами и щупальцами. Эта фаза длится 30 минут. Полное выворачивание половых органов и обмен сперматофорами происходит одновременно у обоих партнёров. Во время того, как улитки держатся друг за друга приподнятыми передними частями тела, каждый сперматофор подаётся в проток семяприёмника партнёра. Впоследствии атриумы медленно втягиваются. При этом улитки в течение нескольких секунд всё ещё соединены сперматофорами. Разъединившись, особи полностью втягивают их за 5 секунд. Копуляция занимает 20 минут. Посткопуляционная фаза длится около 10 минут. Улитки остаются неподвижными. Затем один из партнёров уползает, а другой съедает слизь, выделенную во время копуляции.

### Яйца и молодь
Улитки откладывают яйца в затенённых местах, в подстилку или на самый верхний слой почвы. Откладывание одного яйца занимает около 20 минут. Откладываются они поодиночке или в кладки в форме ряда или пирамиды. В одной кладке может находится 2—20 яиц. Длина яиц 1,42—2,23 мм, ширина — 1,25—1,94 мм.
Свежеотложенные яйца молочно-белые. Они покрыты слизью, которая придаёт им перламутровый блеск. В исследовании Кузник-Ковальской и Рокселы через 6—7 дней яйца становились кремовыми и матовыми, через 8—10 дней — светло-коричневыми, а через 12—16 дней их оболочки становились почти полностью прозрачными. Инкубация яиц длилась 8—34 дней. Вылупление происходит асинхронно. Улитки из одной кладки могут вылупляться в течение 1—7 дней. Молодые особи вылупляются, прогрызая оболочку яиц. Их раковины и тела прозрачные. Число оборотов 1,1—1,7. Многие только что вылупившиеся улитки не только имеют гладкие эмбриональные обороты, но и часть первого дефинитивного оборота, который покрыт микроскопическими радиальными рёбрышками (утрачиваются с возрастом). Количество рёбрышек и число оборотов, занимаемых ими, варьирует. Каннибализм у Perforatella bidentata не наблюдался. Даже при отсутствии другой пищи, улитки не поедают и не повреждают яйца своего же вида.

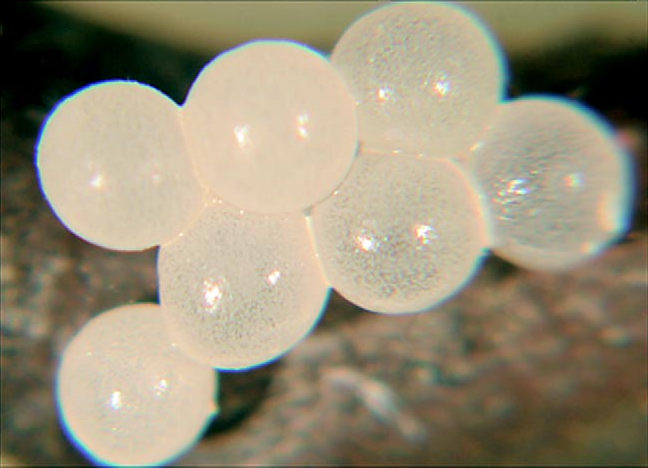
Свежеотложенные яйца Perforatella bidentata
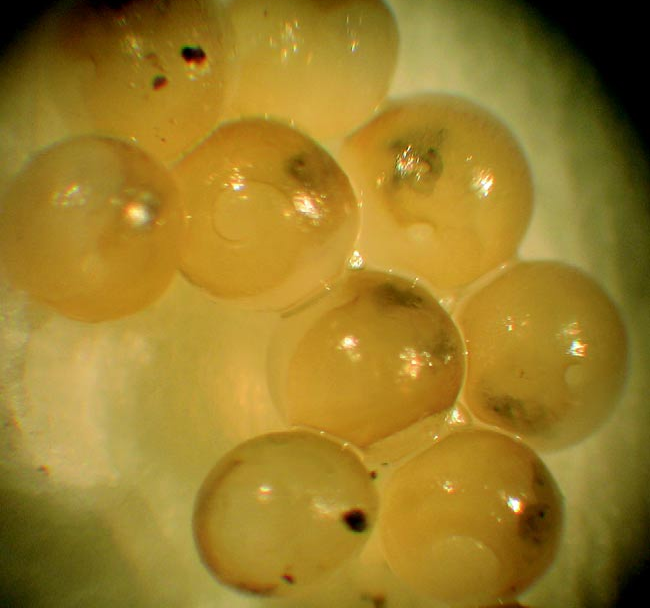
Яйца Perforatella bidentata на 14 дне инкубации
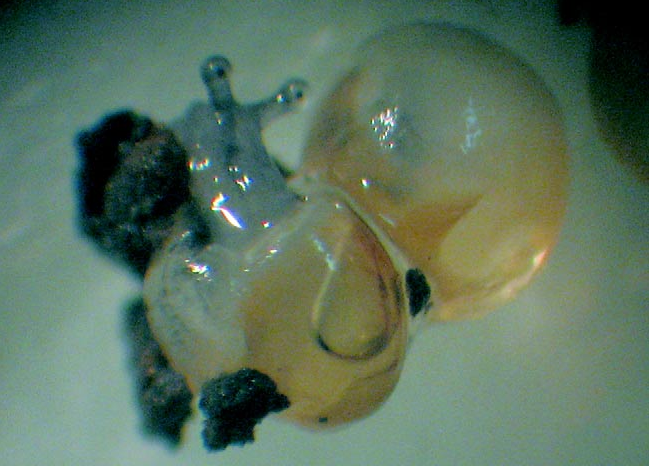
Молодая особь Perforatella bidentata в процессе вылупления
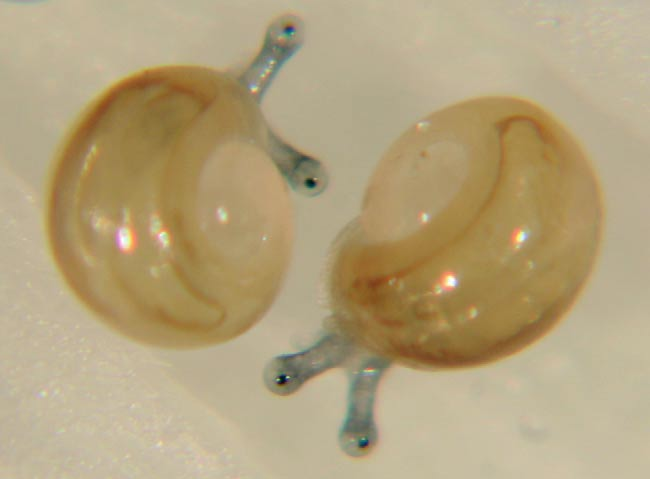
Только что вылупившаяся молодь Perforatella bidentata
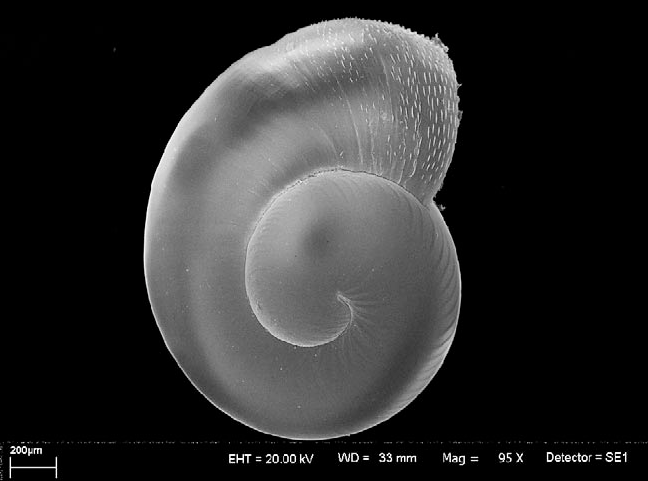
Эмбриональная раковина Perforatella bidentata
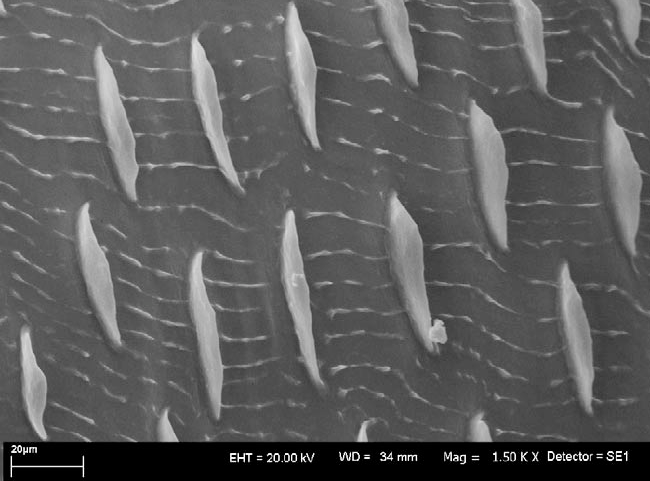
Радиальные рёбрышки на эмбриональной раковине

В исследовании польских авторов также были отмечены яйца, отложенные в результате «однородительского» размножения («uniparental reproduction»). Для того, чтобы инициировать данный процесс, некоторых улиток всю или бо́льшую часть жизни держали поодиночке. Всего таких яиц было отложено 2 штуки, однако в конечном итоге молодь из них не вылупилась.

### Рост
В вышеупомянутом исследовании время от вылупления до достижения максимальных размеров (полное формирование губы) составляло от 93,3 до 273,9 дней. Отмечается две фазы роста. Быстрая фаза проходит от вылупления до формирования 4,5—5,0 оборотов и скорость роста во время неё составляет 0,67 оборотов в месяц. Медленная фаза проходит от формирования 5 оборотов до формирования губы и скорость роста во время неё составляет 0,06 оборотов в месяц. После формирования губы у раковин в течение около двух месяцев отмечается небольшой прирост (образование фрагмента раковины, который у взрослых особей выступает за пределы губы). Максимальная продолжительность жизни — 3 года.

## Враги

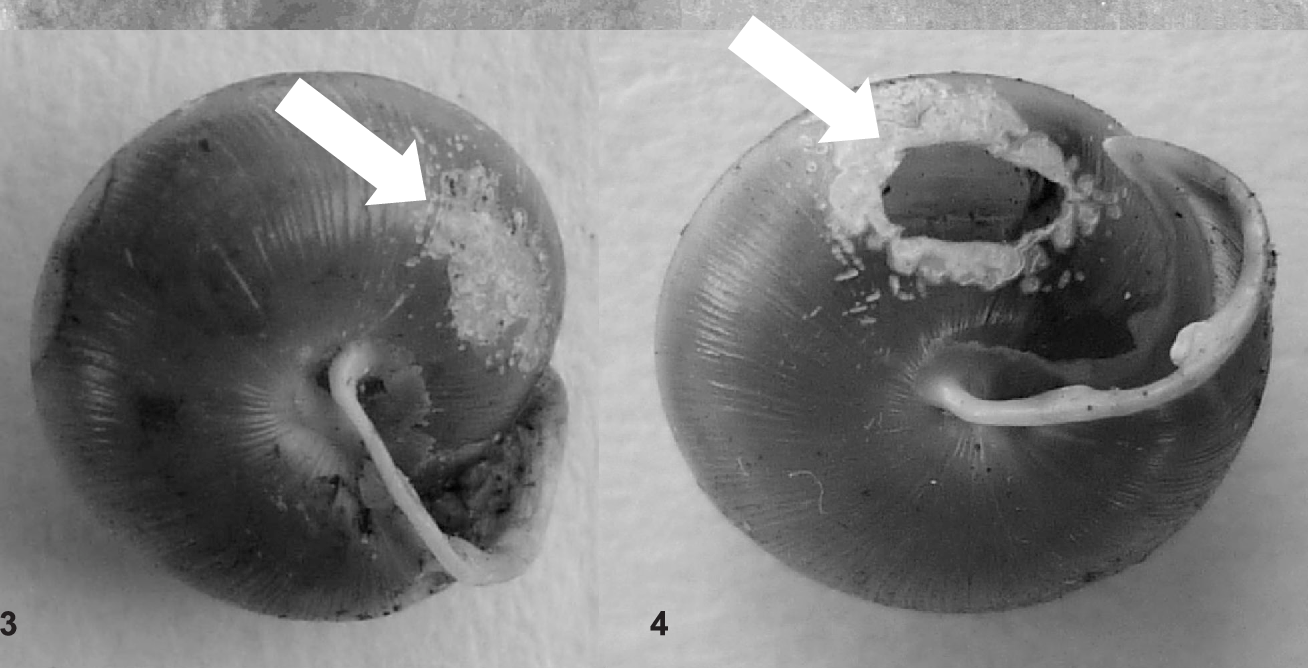
Раковины Perforatella bidentata, повреждённые хищной улиткой Aegopinella nitidula

Хищный наземный моллюск Aegopinella nitidula, обитающий в Западной и Центральной Европе, поедает улиток различных видов, в том числе и Perforatella bidentata. Если тело атакованного моллюска сильно втянуто в раковину, то эта улитка способна прогрызть в ней отверстие и добраться до жертвы. В некоторых случаях хищник уползает, оставляя повреждения на поверхности раковины. Обычно отверстия, проделываемые этой улиткой, находятся в 0,7—0,9 оборотах от края устья и их размер составляет около 2—3 × 1,0—1,5 мм.
У P. bidentata отмечены следующие виды гельминтов: круглые черви Elaphostrongylus cervi, Muellerius capillaris и трематоды Brachylaima spp. (сборный вид), Dicrocoelium dendriticum и Pseudoleucochloridium soricis.

## Охрана
Международный союз охраны природы оценивает Perforatella bidentata как вид, вызывающий наименьшие опасения, так как он имеет довольно широкий ареал. В Центральной Украине и на Подольской возвышенности вид занимает очень небольшую площадь в удалённых изолированных местонахождениях, в малонарушенных естественных сообществах. Как уязвимый вид занесён в Красную книгу Санкт-Петербурга и как редкий вид, который невозможно отнести к определённой категории из-за недостатка информации, внесён в Красную книгу Рязанской области. Угрожающими факторами для отдельных популяций являются уничтожение и трансформация местообитаний, осушение болот, вырубка лесов и проведение лесохозяйственной деятельности в существующих лесах.
Вид обитает на некоторых природоохранных территориях, например, в национальном парке «Угра» и лесном парке «Дружба» в России, Березинском биосферном заповеднике в Беларуси, Полесском природном заповеднике (вдоль реки Уборть), Карпатском биосферном заповеднике и заказнике «Словечанский кряж» в Украине, Беловежском национальном парке в Польше.

## Таксономия
Вид впервые был описан немецким конхиологом Иеронимусом Иоанном Хемницом в 1786 году под названием Trochus bidens по экземпляру, найденном в ботаническом саду в Страсбурге (Франция). В его работе, однако, не применялась биноминальная номенклатура, в связи с чем видовое название было признано непригодным, согласно статье 11.4 Международного кодекса зоологической номенклатуры. В последующем данный вид описал Иоганн Фридрих Гмелин в 1791 году под названием Helix bidentata. Таким образом, валидным названием вида является Perforatella bidentata (Gmelin, 1791). Льюис Уэстон Диллуин был первым, кто обнародовал название Trochus bidens. Подобно Гмелину, он повторил части описания Хемница, также указывая в качестве местонахождения только ботанический сад в Страсбурге. Скорее всего, никто из этих авторов не видел дополнительного материала. Таким образом, Helix bidentata и Trochus bidens были основаны на одной и той же типовой серии, включая экземпляр(ы) Хемница.
В 1869 году французский малаколог Жюль-Рене Бургинья описал ископаемый вид Helix belgrandi по экземпляру (синтипу), найденном в четвертичных отложениях Франции в коммуне Жуанвиль-ле-Пон, указывая на его сходство с современным Perforatella bidentata (в публикации указан как Helix bidens). В 1930 году Луис Жермен свёл Helix belgrandi в синоним к Perforatella bidentata (название Perforatella bidens Chemnitz, указанное в качестве старшего синонима является непригодным).